# Бронюв
Бронюв (пол. Broniów) — село в Польщі, у гміні Хлевіська Шидловецького повіту Мазовецького воєводства.
Населення — 247 осіб (2011).
У 1975-1998 роках село належало до Радомського воєводства.

## Демографія
Демографічна структура станом на 31 березня 2011 року:
|          | Загалом | Допрацездатний вік | Працездатний вік | Постпрацездатний вік |
| -------- | ------- | ------------------ | ---------------- | -------------------- |
| Чоловіки | 126     | 22                 | 90               | 14                   |
| Жінки    | 121     | 16                 | 69               | 36                   |
| Разом    | 247     | 38                 | 159              | 50                   |